# Liste der Kellergassen in Rohrendorf bei Krems
Die Liste der Kellergassen in Rohrendorf bei Krems führt die Kellergassen in der niederösterreichischen Gemeinde Rohrendorf bei Krems an.
Die am östlichen Rand der Gemeinde liegende Marchgasse (Lage) wird in der Liste der Kellergassen in Gedersdorf geführt.

| Foto |                 | Kellergasse        | Standort                                     | Beschreibung |
| ---- | --------------- | ------------------ | -------------------------------------------- | --- |
| ja   | Datei hochladen | Lindobelgasse      | KG: Oberrohrendorf, Unterrohrendorf Standort | Die Kellergasse ist eine beidseitige Einzelkellergasse in Hohlweglage. Sie besteht aus 90 Gebäuden und hat eine Länge von 1200 Metern. Die älteste Datierung geht auf das Jahr 1853 zurück.               |
| ja   | Datei hochladen | Obere Wienerstraße | KG: Oberrohrendorf Standort                  | Die Kellergasse ist eine einseitige Einzelkellergasse an einer Geländekante. Sie besteht aus 28 Gebäuden und hat eine Länge von 500 Metern.                                                               |
| BW   | Datei hochladen | Neubauerstraße     | KG: Oberrohrendorf Standort                  | Nordöstlich von Rohrendorf befinden sich einseitig an einem etwa 250 m langen Abschnitt der Neubauerstraße etwa 10 Keller. Unweit östlich davon befinden sich am Weg Breitenrain ein paar weitere Keller. |
| ja   | Datei hochladen | Lenz-Moser-Weg     | KG: Unterrohrendorf Standort                 | Beim Weingut Lenz Moser befinden sich einige wenige Keller beidseitig in einem Hohlweg. |